# Groupe Canam
Die Groupe Canam ist ein kanadisches Stahlbauunternehmen mit Sitz in Saint-Georges. Canam betreibt 25 Fertigungsstandorte in Kanada und den USA und besitzt weitere Werke in Rumänien und Indien. Nach eigenen Angaben ist das Unternehmen jährlich an rund 10.000 Konstruktionsprojekten beteiligt, für die die Tragwerkskonstruktion, -fertigung und -aufrichtung vollzogen wird. Die Projekte umfassen unter anderem den Brückenbau, den Stadionbau und den Industriebau. Das Unternehmen ist seit 2017 im Besitz der US-amerikanischen Beteiligungsgesellschaft American Industrial Partners.